# Gisbert L. Brunner
Gisbert Ludwig Brunner (* 1947 in München) ist ein deutscher Uhrenexperte, Journalist und Buchautor über Armbanduhren und Uhrenmarken.

## Biografie
Aufgewachsen in München, studierte Brunner zunächst Jura und später noch Sonderpädagogik. 1964 begann Brunner  mit dem Sammeln  hochwertiger Pendel-, Taschen- und Armbanduhren. Damit einher ging die inhaltliche Beschäftigung mit der Uhrengeschichte sowie der Entwicklung und Herstellung von Armbanduhren. Während der Quarzuhren-Krise in den 1970er-Jahren wuchs die Sammlung. 1983 erschien zusammen mit Kahlert und Mühe das in mehrere Sprachen übersetzte Sachbuch Armbanduhren. Die Veröffentlichung erfolgte im Callwey-Verlag. Es folgten Werke u. a. über Patek Philippe, Audemars Piguet, TAG Heuer, Corum, Eterna, Montblanc und Rolex. Im teNeues-Verlag sind aktuell vier Watch Books erschienen.
2018 erfolgte die Gründung der Online-Uhrenplattform Uhrenkosmos. Gisbert L. Brunner ist hier Mitgesellschafter. Außerdem ist der Autor in verschiedenen Jurys und Fachkreisen als Juror tätig, darunter der Design-Preis Red Dot Design Award.

## Veröffentlichungen (Auswahl)
- Armbanduhren der Fabrikations- und Handelsmarke »Andreas Huber« München. In: Alte Uhren. Heft 1, 1982, S. 43–50.
- Mechanische Armbandchronometer aus der Manufaktur von Junghans in Schramberg. In: Alte Uhren. Heft 4, 1982, S. 312–320.
- Die Stundenwinkel-Armbanduhr Typ »Lindbergh« von Longines. In: Alte Uhren. Heft 2, 1983, S. 128–131.
- Armbanduhren mit ewigem Kalender. In: Alte Uhren. Heft 4, 1985, S. 41–61.
- Armbanduhren mit Repetitionsschlagwerk. In: Alte Uhren. Heft 2, 1986, S. 65–79, und Heft 3, 1986, S. 50–58.
- Audemars Piguet – Manufacture d’Horlogerie. In: Alte Uhren. Heft 4, 1986, S. 9–40.
- Breitling – Geschichte einer Uhrenmarke. In: Alte Uhren. Heft 3, 1987, S. 7 f.
- Der Driva-Repeater. In: Alte Uhren. Heft 3, 1987, S. 68 f.
- Blancpain – Uhrmacherei mit 250jähriger Tradition. In: Alte Uhren. Heft 1, 1988, S. 9–28.
- The Golden Age of the Wristwatches. In: Éclat international. Heft 17, (Paris) 1988, S. 106–109.
- Uhren mit Seele. In: Lui. Heft 12, 1988, S. 48–51.
- Goldene Zeiten für Zeitmesser am Handgelenk. In: Uhren. Heft 5, 1989, S. 45–54.
- Zur Geschichte der Chronographen. In: Die schönsten Uhren. 1990, S. 58–63.
- Vom ersten Chronometer am Handgelenk zum begehrten Sammlerstück. München 1990 und 1998, ISBN 3-453-14773-1.
- Weltzeituhren. In: Der Mann. Magazin. Nr. 2, 1991, S. 76–78.
- Die absolute Uhr – Triumph der Mechanik. In: New Mag. Nr. 4, 1991, S. 74–82.
- Eterna – 135 Jahre Präzisionsuhrmacherei. In: Alte Uhren. Heft 5, 1991, S. 33–48, und Heft 6, 1991, S. 9–24.
- Les montres Hermés. In: Uhren, Juwelen, Schmuck. Heft 4, 1991, S. 22–26.
- Das mechanische Uhrwerk – ein wunderbarer Mikrokosmos. In: Die schönsten Uhren. 1991, S. 96–105.
- Klassik Uhren Revue. Vorstellung alter, klassischer Armbanduhren in der Zeitschrift Chronos, je 8 Uhren pro Ausgabe seit September 1992 (bis 1996 ca. 200 Armbanduhren).
- Corum – die Leidenschaft für Design.  La Chaux-de-Fonds 1993.
- Der ewige Kalender – Hommage an die Zeit. (Broschüre für Audemars Piguet) Genf / Bad Soden 1994.
- Armbanduhren – Vom ersten Chronometer am Handgelenk zum begehrten Sammlerstück. 5. Auflage. München 1994.
- Der lange Weg zur elektronischen Präzision. In: Uhren – Juwelen – Schmuck. Heft 2, 1995, S. 95–104, und Heft 3, 1995, S. 71–78.
- Gedanken zur Zeit. Hamburg 1997.
- Meisterwerke der Uhrmacherkunst. Wempe, Hamburg 2000–2017.
- Gyrotourbillon 1. Jaeger-LeCoultre, Le Sentier 2005, ISBN 2-9700478-2-9.
- Reverso Grande Complication à Tryptique. Jaeger-LeCoultre, Le Sentier 2007.
- Time for China. 2008.
- Time for India. 2008.
- Time for Mexico. 2009.
- Chronos-Special Hublot. Ebner Verlag, Ulm 2012.
- Chronos-Special Montblanc. Ebner Verlag, Ulm 2013.
- Chronos-Special Montblanc. Ebner Verlag, Ulm 2013.
- The Watch Book. teNeues, 2016, ISBN 978-3-8327-9858-1.
- The Watch Book Rolex. teNeues Verlag, Augsburg 2017, ISBN 978-3-8327-6918-5.
- 100 Iconic Watches. teNeues Verlag, Augsburg 2024, ISBN 978-3-96171-610-4.

## Als Mitautor
- mit H. Kahlert und R. Mühe: Armbanduhren. Callwey, München 1983, ISBN 3-7667-0741-8.
- mit H. Sinn: Beobachtungsarmbanduhren – ein Vergleich. In: Alte Uhren. Heft 3, 1983, S. 243–246.
- mit Gerald Viola: Zeit in Gold. München 1988, ISBN 3-924767-30-0.
- mit Martin Huber und Alan Banbery: Patek Philippe, Genève. Armbanduhren. Inneichen, Zürich 1989, ISBN 3-906500-01-2.[1]
- mit Christian Pfeiffer-Belli: Schweizer Armbanduhren. München 1990, ISBN 3-7667-0982-8.
- mit Christian Pfeiffer-Belli und Martin K. Wehrli: Audemars Piguet. München 1992, ISBN 3-7667-1045-1.
- mit Christian Pfeiffer-Belli: Armbanduhren – von den Vorläufern bis zur Swatch. Battenberg Antiquitäten-Katalog. 2. Auflage. Augsburg 1994, ISBN 3-89441-157-0.
- mit C. Pfeiffer-Belli: Klassische Armbanduhren von A bis Z. Ebner Verlag, Ulm 1996, ISBN 3-87188-250-X.
- mit C. Pfeiffer-Belli: Armbanduhren. Könemann-Verlag, 1996.
- mit M. Sich: Die Beherrschung der Zeit. Heuer & TAGHeuer. Ed. Assouline, Paris 1997, ISBN 2-908228-83-1.
- mit C. Pfeiffer-Belli: Eterna – Pioniere der Uhrmacherkunst. Ebner Verlag, 2006, ISBN 3-033-00984-0.
- mit Franco Cologni und R. Meis: Montblanc – Writing Time. Flammarion, Paris 2010, ISBN 978-2-08-030158-1.
- mit C. Pfeiffer-Belli: The Watch Book. teNeues 2015.
- mit Peter Stas, Aletta Stas und A. Linz: Live your Passion – Building A Watch Manufacture. Ebner Verlag, Ulm 2013, ISBN 978-2-8399-1199-3.